# Chotiměř (Blížejov)
Chotiměř je vesnice, část obce Blížejov v okrese Domažlice v Plzeňském kraji. Nachází se 2,5 kilometru východně od Blížejova. Je zde evidováno 59 adres. V roce 2011 zde trvale žilo 99 obyvatel.
Chotiměř leží v katastrálním území Chotiměř u Blížejova o rozloze 2,14 km². V katastrálním území Chotiměř u Blížejova leží i Františkov.

## Historie
První písemná zmínka o vesnici pochází z roku 1379.
Při okupaci nacisty se ve vsi ve vilce svých rodičů (kterou je zde možné vidět) skrýval před gestapem komunistický novinář Julius Fučík.

## Obyvatelstvo
| Rok            | 1869 | 1880 | 1890 | 1900 | 1910 | 1921 | 1930 | 1950 | 1961 | 1970 | 1980 | 1991 | 2001 | 2011 | 2021 |
| -------------- | ---- | ---- | ---- | ---- | ---- | ---- | ---- | ---- | ---- | ---- | ---- | ---- | ---- | ---- | ---- |
| Počet obyvatel | 219  | 211  | 204  | 190  | 186  | 176  | 179  | 143  | 169  | 152  | 126  | 120  | 103  | 99   | 107  |
| Počet domů     | 38   | 37   | 34   | 40   | 40   | 35   | 40   | 41   | 41   | 42   | 37   | 43   | 46   | 48   | 44   |

## Obecní správa
Při sčítání lidu v letech 1850–1959 Chotiměř byla samostatnou obcí v okrese Horšovský Týn (v letech 1850–1910 Horšův Týn). Od roku 1960 je částí obce Blížejov v okrese Domažlice. V letech 1850–1920 k obci patřil Přívozec a v letech 1850–1959 také Františkov.

## Pamětihodnosti
- Pozdně barokní chotiměřský zámek stojí nejspíše na místě starší tvrze. Založen byl ve druhé polovině osmnáctého století a okolo roku 1800 byl upraven v novorenesančním slohu. U zámku vznikl park, ve kterém stojí památkově chráněná barokní kaple svatého Jana Nepomuckého.[11][12]
- Od zámeckého parku vede procházkové cesta zakončená sousoším Kalvárie z roku 1752 a mladším křížem z roku 1770.[13] U cesty stojí na hranolovém pilíři socha svatého Jana Nepomuckého. Na podstavci se nachází rokajová kartuš, na které býval reliéf světcovy smrti, a nad ní je umístěn alianční znak rodu Mergů a Liebenbergů. Obě sochařská díla pochází z dílny plzeňského sochaře Karla Legáta.[14]

## Další fotografie

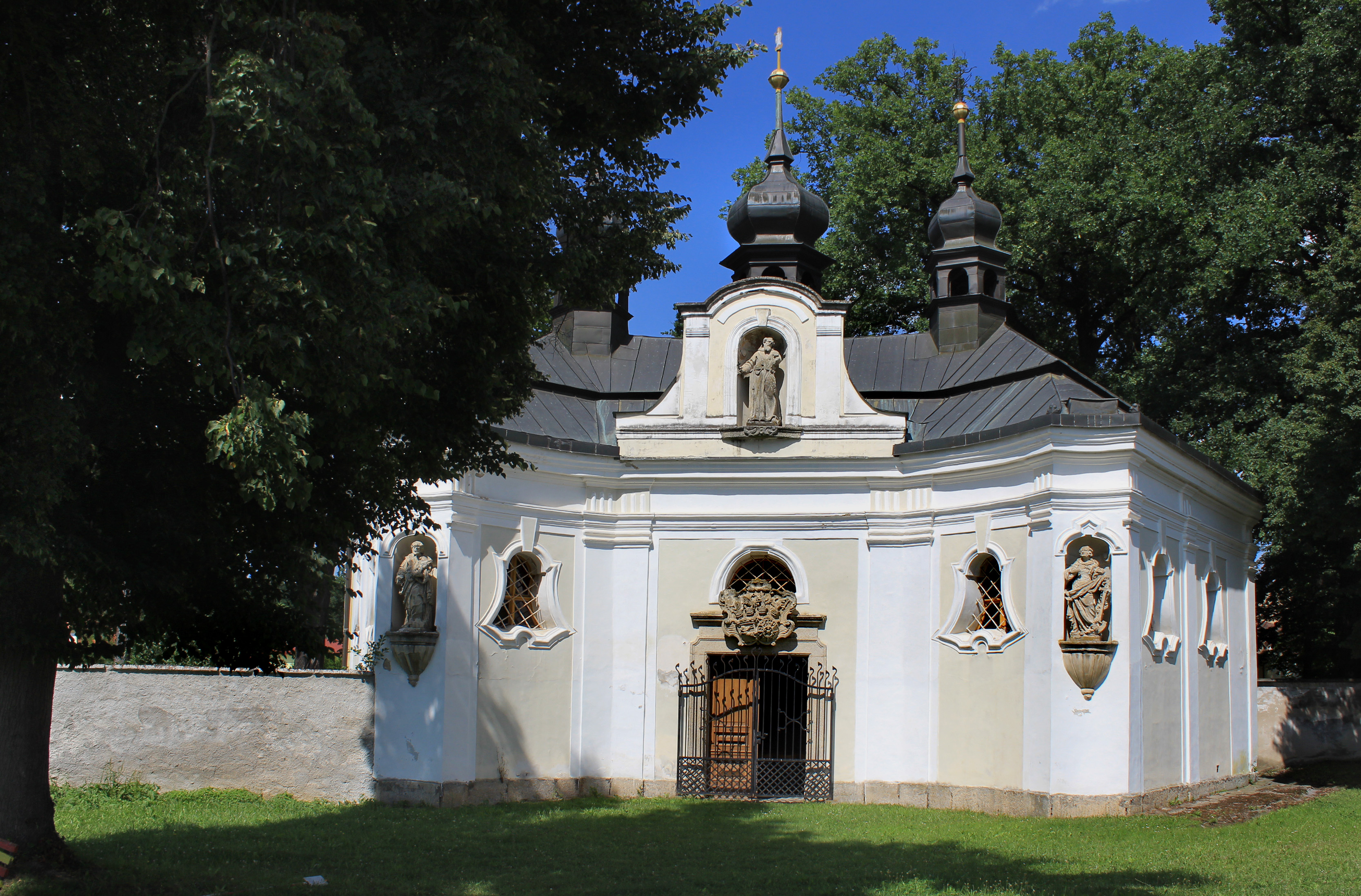
Kaple svatého Jana Nepomuckého
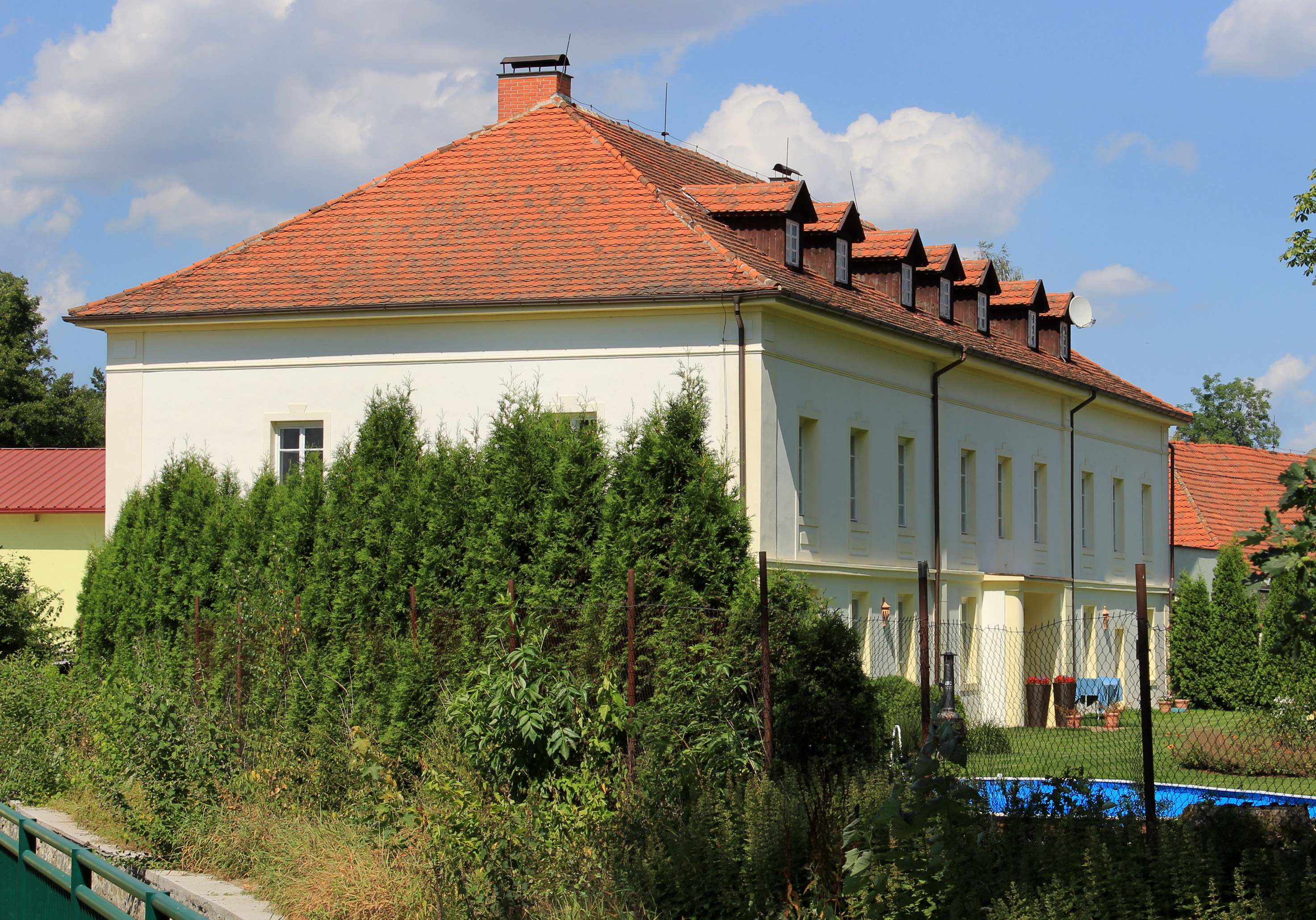
Zámek
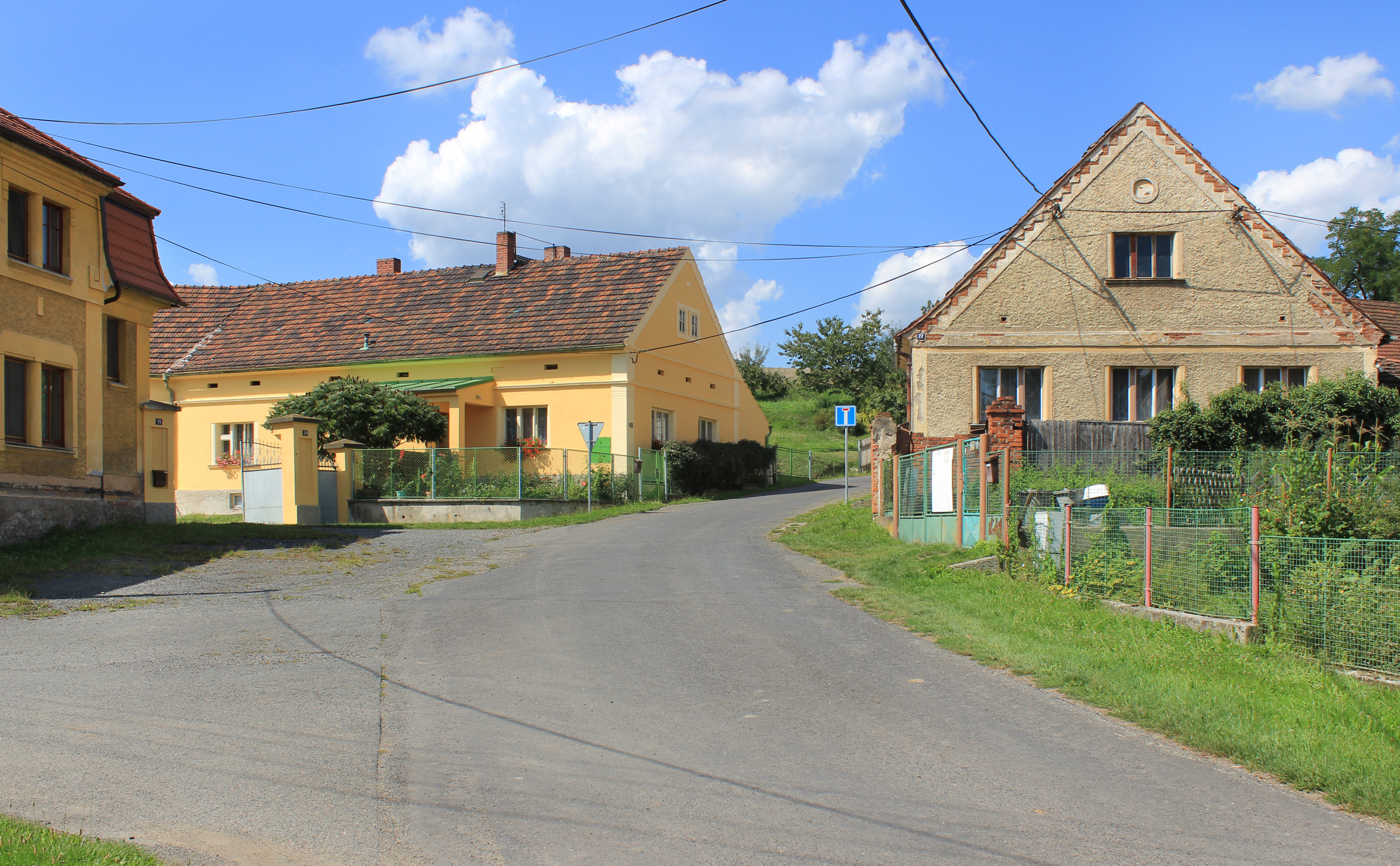
Severní část vsi